# ديلان ماكلولين
ديلان ماكلولين (بالإنجليزية: Dylan McLaughlin) هو ممثل أمريكي، ولد في 2 ديسمبر 1993 في الولايات المتحدة.

## أعمال

### أفلام
- (2007) جورجيا رول

## وصلات خارجية
- ديلان ماكلولين على موقع IMDb (الإنجليزية)
- ديلان ماكلولين على موقع ألو سيني (الفرنسية)
- ديلان ماكلولين على موقع أول موفي (الإنجليزية)
- ديلان ماكلولين على موقع قاعدة بيانات الفيلم (الإنجليزية)
- ديلان ماكلولين على موقع كينوبويسك (الروسية)